# 山顶高地 (佛罗里达州)
山顶高地（英語：Hillcrest Heights），是美国佛罗里达州波爾克縣下属的一座城镇。建立于1923年。面积约为0.5平方公里（约合0.2平方英里）。根据2010年美国人口普查，该市有人口280人。论人口在本州排行第388。